# 帆村荘六
帆村 荘六（ほむら そうろく）は、海野十三の小説に登場する架空の私立探偵。海野の執筆した推理小説（探偵小説）の主人公役を務めることが多い。名前の由来に関しては、焔（ほむら）蝋燭からという横溝正史説とイギリスの小説家アーサー・コナン・ドイルの創造した探偵シャーロック・ホームズからもじったという江戸川乱歩説がある（但し乱歩はそれ故に読みも「ショウロク」であろうとしている）。山前譲や日下三蔵はシャーロック・ホームズの音から名付けられたと断定している。
帆村の携わる事件の多くはSF調の科学的（疑似科学的）設定である。また、帆村による事件解決の過程は飛躍しすぎて極端に現実離れしている。北村薫によれば「また帆村 少々無理な 謎を解き」という川柳すらあるという。

## 人物像
その生い立ちなど詳しいことは不明である。『麻雀殺人事件』（1931年）に売出し中の青年探偵として初登場、有楽町に事務所を構える長身白皙の理学士兼素人探偵である。『蠅男』に描写される帆村自身の回想によると、帆村の父は鉄道会社の顧問であったらしく、宝塚市近郊に住んでいた。家には書生がおり、彼に連れられて遊技場に遊びに行くものの、少女歌劇好きの書生とは好みが合わずしばしば手を焼かせたらしい。この蠅男事件でラジオ製造業の富豪の娘玉屋糸子と相愛の仲となり結婚する。
帆村が対決する相手はマッドサイエンティスト的資質を持つ人物が多く、理学士としての豊富な科学知識を駆使して数々の難事件を解決していく。その後、作者海野十三のSF小説や軍事小説にも顔を出すようになる。少年向け軍事小説『怪塔王』で、幼くして両親を失った甥の一彦と姪のミチ子兄妹を引き取り、東京の学校に通わせている事が明かされている。旧制中学1年の一彦は叔父譲りの推理力を見せる。
作者海野が終戦後、旧軍部に協力した責任をとり、「海野十三」のペンネームの使用を差し控え、帆村は一時退場を余儀なくされる。しかし、多くのファンの熱意にこたえる形で「海野十三」のペンネームが復活し、帆村は再び探偵として活躍することとなる。1947年（昭和22年）に書かれた、『鞄らしくない鞄』には頭頂部がやや薄くなった中年の帆村が登場し、長身で髭はなく、細い黒縁の眼鏡をかけ、口が横に長いという特徴が描かれている。
同じ1947年に書かれた30年後の昭和52年を舞台とする『断層顔』では、白髪の老人となってもなお、もう1人の甥（帆村は「伯父」と書かれているので弟か妹の子供と推察される）である蜂葉十六と美人人造人間の女性秘書カユミを従えて探偵として活躍する帆村が描かれている。肺は人工肺臓に取り換えられており、そろそろ心臓も人工のものに取り換えようかと考えている。
最後の登場作品である『怪星ガン』には更にもう1人の甥、矢木三根夫が登場する（ここでも帆村は「伯父」と書かれているので弟か妹の子供と思われる）。彼もまた両親を早くに亡くし、兄弟もおらず唯一の身寄りである帆村のもとに身を寄せている。本作では地球を飛び出し宇宙に活躍の場を広げ、三根夫少年も帯同して怪星ガン（ガンマ星）に囚われの身となった一行の事態打開に向けて重要な役割を果たす。『怪星ガン』は人気を博したが、連載終了後約半年で海野十三は帰らぬ人となった。

## 映画化
1938年、『東京要塞』が日活により軍事映画として映画化された。監督は清瀬英次郎、脚本は成川弘、撮影は山崎安一郎、多摩川撮影所で撮られ、1938年3月5日に公開された。 文化庁日本映画情報システムによれば、江川宇礼雄が帆村荘六を演じ、原作には存在しない帆村の妻（黒田記代、糸子ではなく記代となっている）や、妹の八重子（風見章子）が登場している。

## 登場作品リスト
| 年     | 月   | タイトル               | 初出                      | 備考 |
| ------ | ---- | ---------------------- | ------------------------- | --- |
| 1931年 | 5月  | 麻雀殺人事件           | 新青年                    | |
| 1931年 | 10月 | 省線電車の射撃手       | 新青年                    | |
| 1931年 | 10月 | ネオン横丁殺人事件     | アサヒグラフ              | |
| 1931年 | 11月 | 振動魔                 | 新青年                    | 謎解き役を警視庁巡査・田部八郎が務め、 帆村が登場しないバージョンが存在する。                                                                                    |
| 1932年 | 4月  | 西湖の屍人             | 新青年                    | |
| 1932年 | 5月  | 空襲葬送曲             | 朝日                      | 連載（-9月） |
| 1932年 | 10月 | 爬虫館事件             | 新青年                    | |
| 1933年 | 4月  | 盗まれた脳髄           | 雄辯                      | 連載（-5月） |
| 1933年 | 5月  | 赤外線男               | 新青年                    | |
| 1933年 | 7月  | 地中魔                 | 少年倶楽部                | 連載（-12月） |
| 1933年 | 7月  | 崩れる鬼影             | 科学の日本                | 連載（-12月） |
| 1933年 | 10月 | ゴールデン・バット事件 | 新青年                    | |
| 1934年 | 2月  | 柿色の紙風船           | 新青年                    | カメオ出演 |
| 1934年 | 2月  | 蠅                     | ぷろふいる                | 連載（-9月）、全7話。 帆村は第2話「極左の蠅」に登場。 |
| 1934年 | 3月  | 点眼器殺人事件         | 講談倶楽部                | |
| 1934年 | 6月  | 俘囚                   | 新青年                    | |
| 1934年 | 10月 | 顔                     | ぷろふいる                | 全4話。帆村は第3話「寝室の顔」に登場。 |
| 1934年 | 12月 | 人間灰                 | 新青年                    | |
| 1934年 | 不詳 | 流線間諜               | つはもの                  | （1934年-1935年頃） |
| 1935年 | 5月  | 獏鸚                   | 新青年                    | |
| 1935年 | 12月 | 人造人間事件           | オール讀物                | |
| 1937年 | 1月  | 蠅男                   | 講談雑誌                  | 連載（-10月） 『美しき鬼』というジュブナイル版がある。 |
| 1938年 | 1月  | 東京要塞               | サンデー毎日              | |
| 1938年 | 3月  | 暗号数字               | 現代                      | |
| 1938年 | 4月  | 街の探偵               | シュピオ                  | |
| 1938年 | 4月  | 怪塔王                 | 東日小学生新聞            | 連載（-12月） |
| 1939年 | 1月  | 人造人間エフ氏         | ラヂオ子供のテキスト      | 連載（-12月） |
| 1939年 | 9月  | 什器破壊業事件         | 大洋                      | |
| 1940年 | 6月  | 爆薬の花籠             | 少女倶楽部                | 連載（-1941年2月） |
| 1941年 | 6月  | 鬼仏洞事件             | 講談雑誌                  | |
| 1944年 | 5月  | 宇宙戦隊               | 海軍                      | 連載（-1945年3月） |
| 1947年 | 1月  | 地獄の使者             | 自警                      | 連載（-1948年1月） |
| 1947年 | 8月  | 千早館の迷路           | ロック増刊 探偵小説傑作選 | |
| 1947年 | 10月 | 断層顔                 | 探偵よみもの              | |
| 1947年 | 不詳 | 鞄らしくない鞄         | 宝石                      | |
| 1948年 | 1月  | 怪星ガン               | 冒険少年                  | 連載（-1949年3月） |
| 1949年 | 2月  | 美しき鬼               | 少女世界                  | 連載（-1950年3月） 『蠅男』のリメイク。 連載中に海野が死去。編集部によれば生前に原稿は 完成しており、そのまま連載は継続された。 実際は島田一男が海野名義で代筆。 |

※本リストは[Kindle版]三一書房版準拠『海野十三全集 決定版』Incunabula.Inc.（2015年12月10日）ASIN B0191TQRHA「主要作品の発表年代順リスト」を元に増補。

## パスティーシュ、パロディ
暗殺列車 山本五十六大将抹殺指令（辻真先）
光文社カッパ・ノベルスより1996年刊（ISBN 4-334-07206-2）。日米開戦が回避されたパラレルワールドにおいて、帆村荘六と本郷義昭（山中峯太郎の『亜細亜の曙』他に登場する軍事探偵）が山本五十六をテロリストから護るために奮闘する。
科学探偵帆村（筒井康隆）
初出は『群像』2013年12月号。筒井康隆『繁栄の昭和』（文藝春秋、2014年9月29日、ISBN 978-4-16390-126-8）等に再録。
時代設定は昭和55年（昭和52年を舞台とする『断層顔』の延長という設定で、現実の昭和55年＝1980年とは異なる）。女学生の不可解な連続妊娠事件に帆村が挑み、そのことで、往年の洋画の名女優たちの謎の妊娠事件の真相が明らかになる。
ルーフォック・オルメス対帆村荘六（芦辺拓）
初出『ミステリーズ!』第77号（東京創元社、2016年6月17日、ISBN 978-4-48803-077-3）。
ピエール・アンリ・カミの産み出したシャーロック・ホームズのパロディ探偵であるルーフォック・オルメスと、やはりホームズを捩った名を持つ帆村が協力して怪事件にあたる。2人に因縁のある（原作では死んでいる筈の）仇敵も複数登場する。
帝都探偵大戦 戦前篇（芦辺拓）
初出『ミステリーズ!』第85号 - 第87号。芦辺拓『帝都探偵大戦』（創元クライム・クラブ、2018年、創元推理文庫、2022年）に再録。
50人の名探偵の一人として登場。

## 備考
帆村荘六のデビュー作『麻雀殺人事件』の2年前に発表された短編『赤耀館事件の真相』（『新青年』1929年10月号）では、初出時には、一字違いの「帆村唱六」という探偵が登場していた（「荘六」が「ショウロク」と読むのだとすれば同音異字）。新保博久は、海野はこのキャラクターを気に入ったものの、話の展開上、そのまま探偵として再登場させることが不可能であることから、名前を少し変えた「帆村荘六」を登場させたのではないか、と推測している。なお『赤耀館事件の真相』が単行本に再録される際、「帆村唱六」は「赤星五郎」と改名された。